# Jan Krzysztof Gniński
Jan Krzysztof Gniński herbu Trach (ur. ok. 1620, zm. 1685) – marszałek sejmu zwyczajnego w Warszawie w 1659 roku, marszałek sejmu zwyczajnego 1664/1665 roku, podkanclerzy koronny w latach 1681–1685, wojewoda malborski w 1681 roku, wojewoda chełmiński w latach 1668–1681, podskarbi nadworny koronny w latach 1667–1668, regent kanclarii większej koronnej w latach 1664–1665, regent kancelarii mniejszej koronnej w latach 1661–1664, podkomorzy pomorski w latach 1659–1668, starosta gnieźnieński w 1645 roku, starosta nakielski w latach 1662–1668, starosta radzyński w 1665 roku, starosta kiszporski w 1681 roku, starosta goniądzki, grodecki, knyszyński, kowalewski w latach 1668–1681, poseł nadzwyczajny Rzeczypospolitej w Królestwie Francji w 1682 roku, ambasador Rzeczypospolitej w Imperium Osmańskim w latach 1677–1679, poseł Rzeczypospolitej w Królestwie Szwecji w 1667 roku, poseł Rzeczypospolitej w Królestwie Danii w 1667 roku.

## Życiorys
Syn Stanisława na Gninie i p. Cieleckiej. W młodości przebywał na dworze Stanisława Lubomirskiego. W roku 1645 uczestniczył w poselstwie, wyprawionym do Paryża przez Marię Ludwikę. W roku 1647 otrzymał starostwo gnieźnieńskie. W 1648 roku był elektorem Jana II Kazimierza Wazy z województwa poznańskiego. W listopadzie i grudniu 1657 posłował do Danii by przygotować współpracę wojskową przeciwko Szwedom. 
Brał udział w wojnach polsko-szwedzkich.
Wielokrotnie (lata: 1646, 1647, 1650, 1652, 1653–1654, 1658, 1659, 1662 i 1664) był posłem na sejm, 2 razy obrany marszałkiem sejmu (1659 i 1665), a 3-krotnie (1658, 1662 i 1673) marszałkiem trybunału. Poseł na sejm 1653 roku z województwa poznańskiego i kaliskiego.
W roku 1659, nominowany już na podkomorstwo pomorskie, został wybrany komisarzem do układów pokojowych w Oliwie. W 1660 otrzymał starostwo nakielskie. Jako wierny zwolennik polityki Marii Ludwiki, regent kancelarii (1661 – mniejszej, 1664 – większej) i pierwszy sekretarz królewski, odgrywał ważną rolę na dworze królewskim. Poseł województw poznańskiego i kaliskiego na sejm 1661 roku. Po sejmie 1664/1665, gdzie z ramienia stronnictwa dworskiego forsował działania przeciwko Jerzemu Lubomirskiemu, został podskarbim nadwornym. Poseł województwa malborskiego na sejm jesienny 1666 roku. W roku 1667 ponownie posłował do: Szwecji, Danii i książąt niemieckich, w sprawie pomocy dla Polski walczącej z Turkami. W 1668 został mianowany wojewodą chełmińskim (funkcję sprawował do 1680). Na sejmie abdykacyjnym 16 września 1668 roku podpisał akt potwierdzający abdykację Jana II Kazimierza Wazy. Był członkiem konfederacji generalnej zawiązanej 5 listopada 1668 roku na sejmie konwokacyjnym. Podpisał pacta conventa Michała Korybuta Wiśniowieckiego w 1669 roku. Na sejmie 1670 wyznaczono go na posła i pierwszego komisarza do rokowań z Moskwą, dokąd udał się w roku 1671. Dwa lata później brał udział w bitwie pod Chocimiem. W czasie elekcji 1674 roku został sędzią generalnego sądu kapturowego. Był członkiem konfederacji generalnej zawiązanej 15 stycznia 1674 roku na sejmie konwokacyjnym.
Elektor Jana III Sobieskiego z województwa chełmińskiego w 1674 roku, podpisał jego pacta conventa.  Po elekcji Jana III Sobieskiego pełnił, będąc współpracownikiem króla, funkcje kanclerskie. Poseł sejmiku malborskiego województwa chełmińskiego na sejm 1677 roku. Poseł sejmiku kowalewskiego na sejm 1678/1679 roku, sejm 1681 roku.
Z odbytych, najsłynniejszym było poselstwo z lat 1677-1678 do Turcji celem ratyfikacji traktatów żurawińskich, w których towarzyszył mu m.in. Samuel Proski. Po śmierci żony, Doroty z Jaskólskich, w roku 1679 przywdział szaty duchowne. W 1681 został mianowany podkanclerzem koronnym, a nieco wcześniej wojewodą malborskim (1680-1681). Brał udział, towarzysząc Janowi III Sobieskiemu, w odsieczy wiedeńskiej (1683) i w 2 bitwach pod Parkanami.

## Twórczość

### Ważniejsze utwory
- Mowa podczas wręczania dyplomu elekcji Michałowi Korybutowi Wiśniowieckiemu 7 lipca 1669, wersję łacińską ogł. A.C. Załuski Epistolarum historico-familiarum tomus primus, Braniewo 1709, s. 132-134; wersja pol.: rękopis Biblioteki Ossolińskich, nr 244/II k. 21-24
- Relacja legacji tureckiej... do Machmet sołtana... w roku Pańskim 1677, wygłoszona na sejmie grodzieńskim 9 i 10 lutego 1679, wyd. F. Pułaski pt. „Źródła do poselstwa Jana Gnińskiego... do Turcji w latach 1677–1678”, Warszawa 1907, Biblioteka Ordynacji Krasińskich, Muzeum K. Świdzińskiego t. 20/22 (tu także reprodukcje – jedna wielobarwna – współczesnych obrazów ukazujących sceny z poselstwa), fragmenty przedr. A. Przyboś, R. Żelewski Dyplomaci w dawnych czasach. Relacje staropolskie z XVI-XVIII stulecia, Kraków 1959; rękopis (oryginał) znajdował się w Bibliotece Krasińskich, nr 708 (vel 3606)
- Mowa wygłoszona na sejmie grodzieńskim 8 lutego 1679, wyd. F. Pułaski pt. „Źródła do poselstwa Jana Gnińskiego... do Turcji w latach 1677–1678”, Warszawa 1907, Biblioteka Ordynacji Krasińskich, Muzeum K. Świdzińskiego t. 20/22

### Listy i materiały
- Do Michała Kazimierza Radziwiłła, Kadzyń: 8 października i 3 listopada 1669; Bóbr, 11 października 1671; ogł. M. Malinowski Źródła do dziejów polskich, t. 2, Wilno 1884
- Listy od papieskiego Sekretariatu Stanu z 1674, wiad. podał P. Savio „De actis Nuntiaturae Poloniae quae Partem Archivi Secretariatus Status constituunt”, Watykan 1947, Studia Teologiczne XIII, s. 139
- Korespondencja z lat 1677-1679 (listy i pisma urzędowe, m.in. do i od: Jana III Sobieskiego, S. Jabłonowskiego, Mirona Kostyna, A. Modrzejowskiego, K. Paca, J. Potockiego, S. Proskiego, A. Trzebickiego, D. Wiśniowieckiego, S. Wydżgi i M. Zamoyskiego), wyd. F. Pułaski pt. „Źródła do poselstwa Jana Gnińskiego... do Turcji w latach 1677–1678”, Warszawa 1907, Biblioteka Ordynacji Krasińskich, Muzeum K. Świdzińskiego t. 20/22
- Pro informatione, in qualibus functionibus Rpcae Polonae... Joannes Gniński... existebat (biografia łacińska, obejmująca okres lat 1644-1677), ogł. F. Pułaski pt. „Źródła do poselstwa Jana Gnińskiego... do Turcji w latach 1677–1678”, Warszawa 1907, Biblioteka Ordynacji Krasińskich, Muzeum K. Świdzińskiego t. 20/22, s. 473-475.
- Akta rozmaite (pisma dyplomatyczne, instrukcje, rachunki, itp.) związane z poselstwem do Turcji w latach 1677–1678, wyd. F. Pułaski pt. „Źródła do poselstwa Jana Gnińskiego... do Turcji w latach 1677–1678”, Warszawa 1907, Biblioteka Ordynacji Krasińskich, Muzeum K. Świdzińskiego t. 20/22.

## Fundacje
- Jan Gniński był zleceniodawcą budowy zaprojektowanego około 1684 roku przez Tylmana z Gameren barokowego pałacu przy ul. Tamka w Warszawie, zwanego (nieprawidłowo) Zamkiem Ostrogskich.